# 乔尔杰·加吉奇

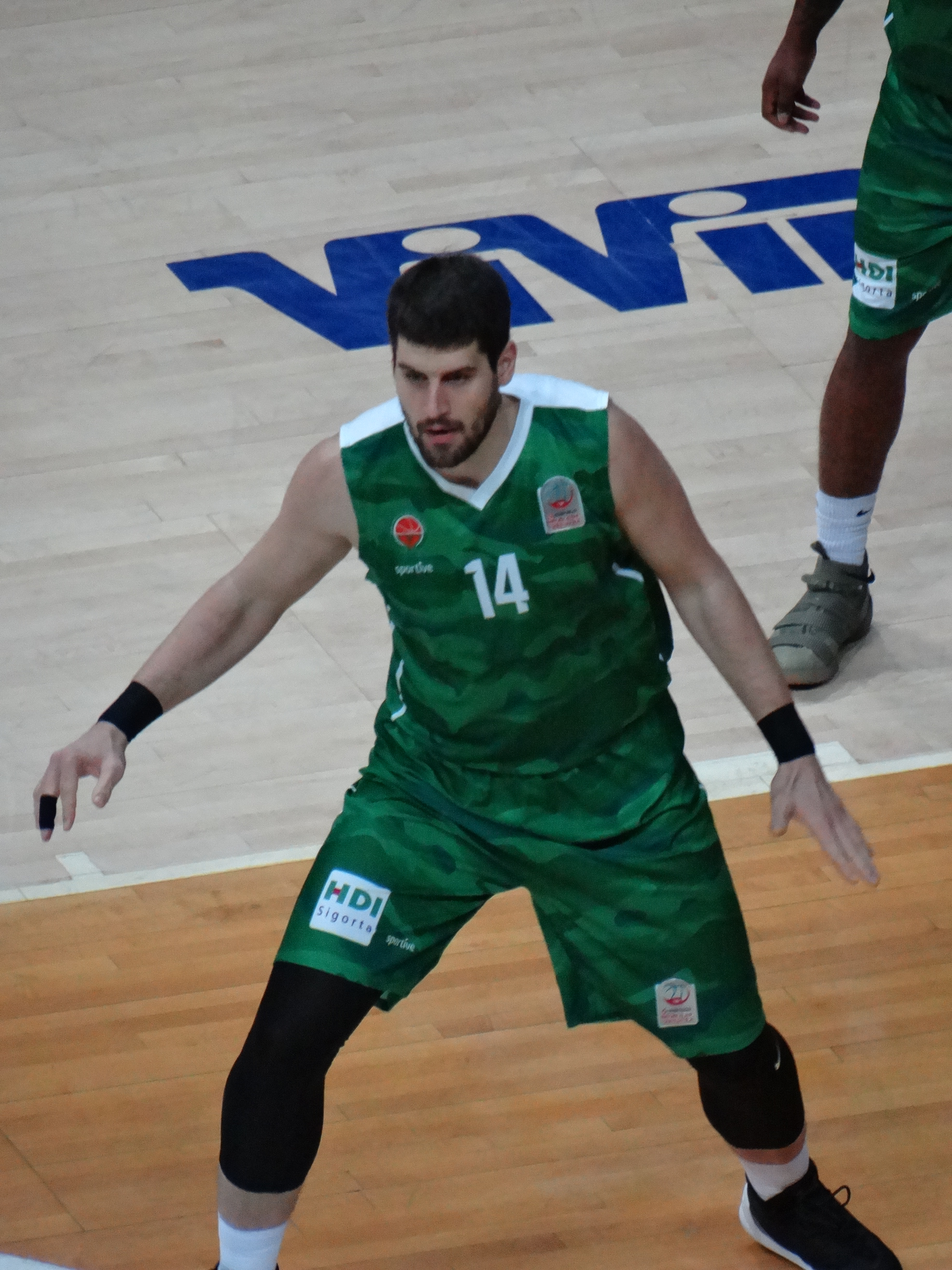
喬爾傑·加吉奇

乔尔杰·加吉奇（1990年12月28日—），塞尔维亚男子篮球运动员，场上位置是中锋。他曾代表塞尔维亚国家队参加2013年国际篮联欧洲锦标赛，获得第七名。